# Keštzārhā-ye sefid
Keštzārhā-ye sefid (in persiano کشتزارهای سپید‎, lett. "Le bianche distese") è un film del 2009 diretto da Mohammad Rasoulof.

## Produzione
Il film è stato girato sulle sponde del lago di Urmia, in Iran.

## Distribuzione
Il film è stato presentato in anteprima il 19 settembre 2009 al Festival internazionale del cinema di San Sebastián.

## Riconoscimenti
- 2009 – Festival internazionale del cinema di Dubai[2]
  - Miglior attore ad Hasan Pourshirazi
- 2009 – Festival internazionale del cinema di San Sebastián[1]
  - In concorso per la Concha de Oro